# Cimetière militaire allemand de Veslud
Pour un article plus général, voir Sites funéraires et mémoriels de la Première Guerre mondiale (Front Ouest).
Le cimetière militaire allemand de Veslud est un cimetière militaire de la Première Guerre mondiale, situé sur le territoire de la commune de Veslud dans le département de l'Aisne, en France.

## Historique
Le cimetière a été créé par les Allemands, après l'offensive française du 16 avril 1917 sur le Chemin des Dames.

## Description
On accède  au cimetière allemand par un escalier situé au fond du cimetière communal.

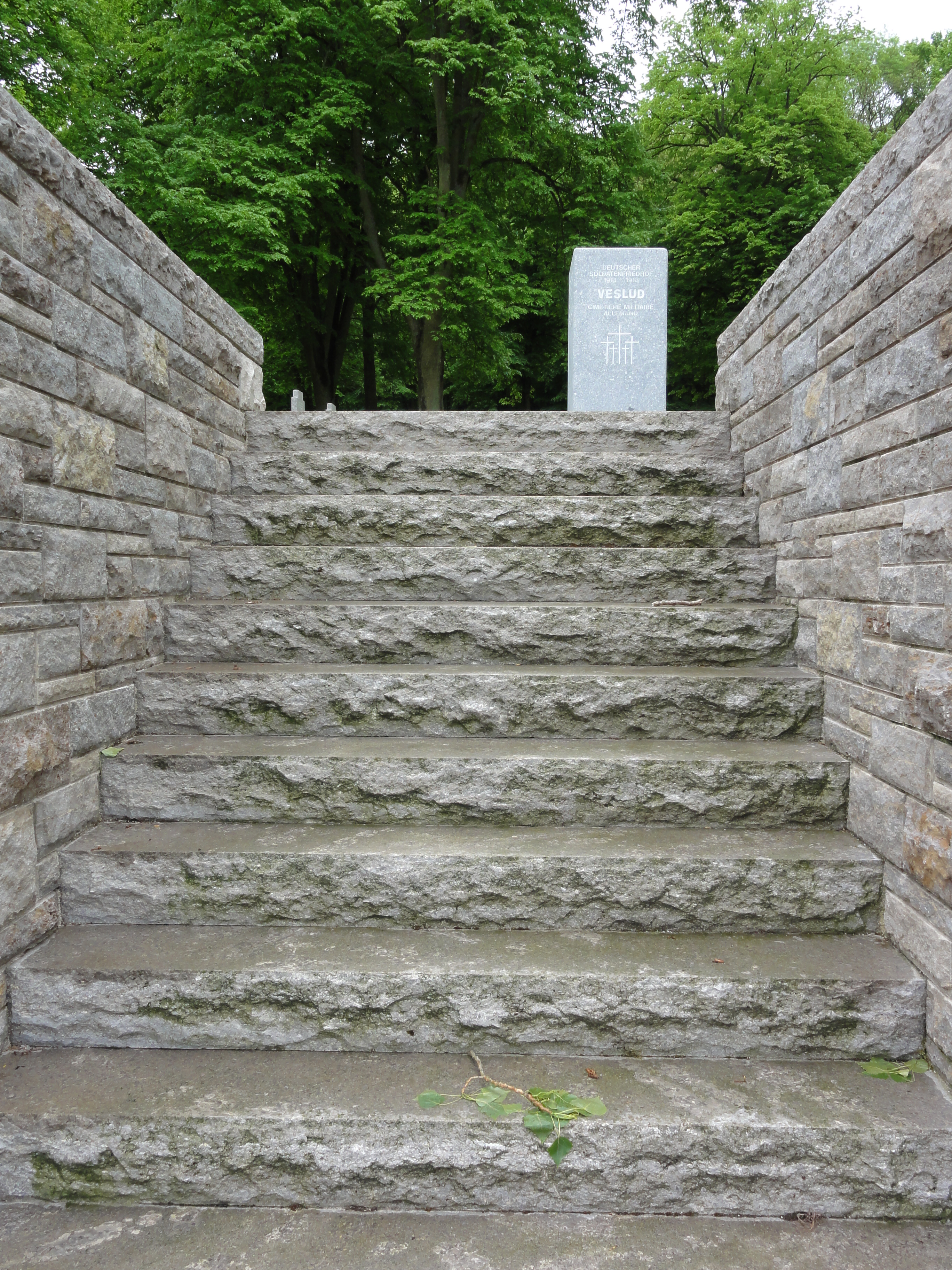
Escalier d'entrée
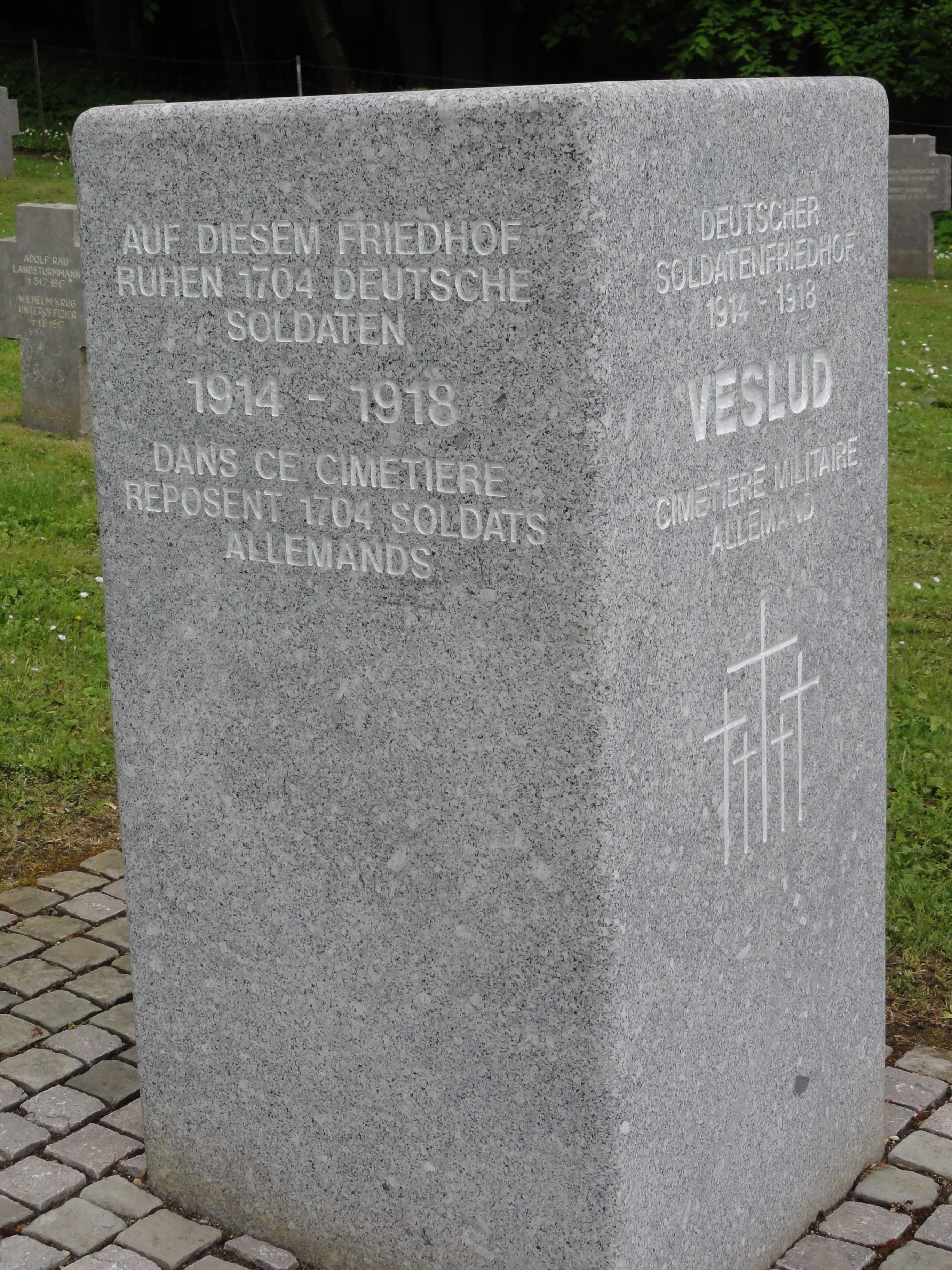
Stèle à l'entrée
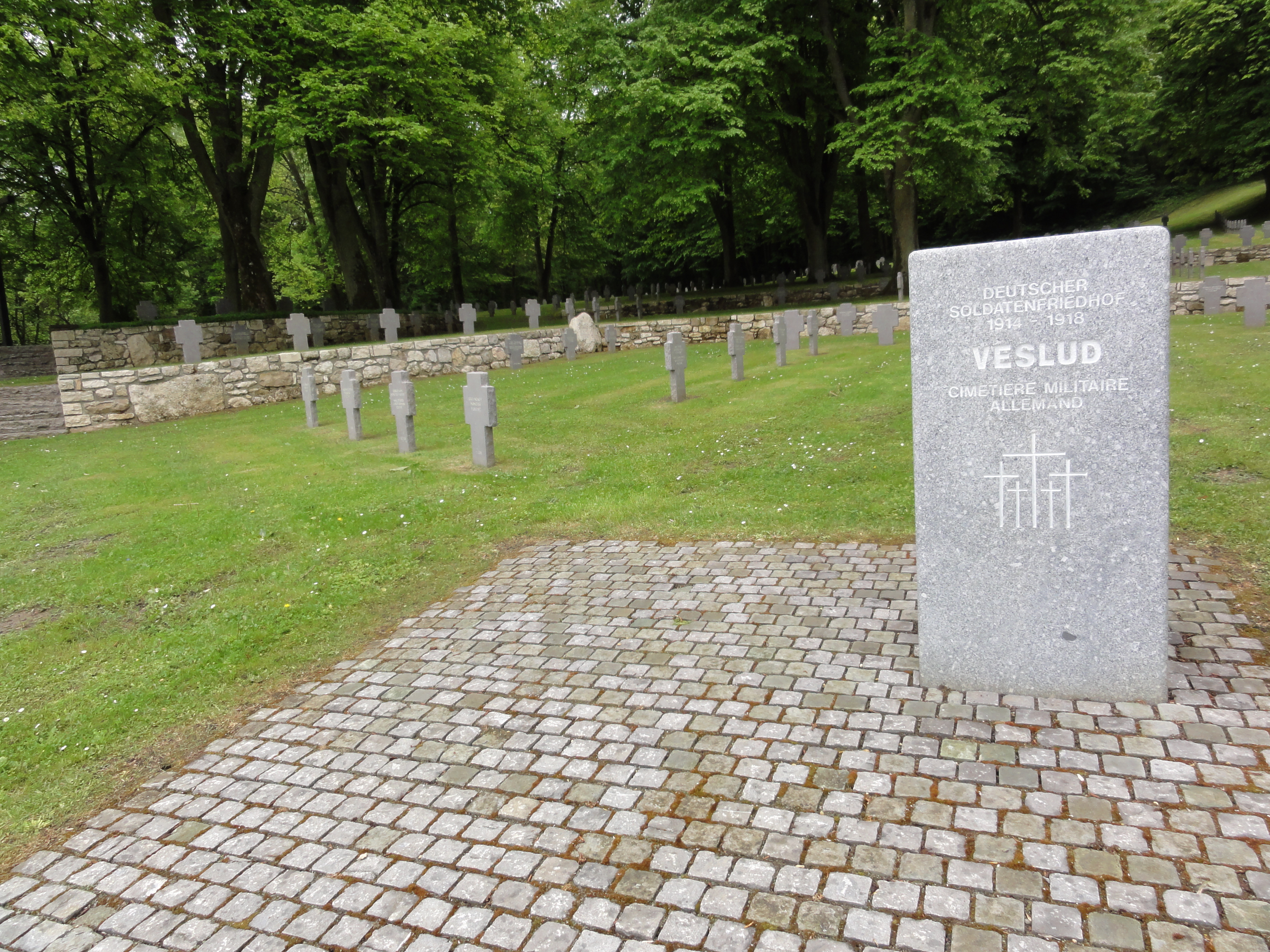
Le cimetière vue de la stèle

Ce cimetière militaire rassemble 1 704 corps reposant dans des tombes individuelles matérialisées par des croix en pierre (dont 6 non-identifiés). Les Allemands ont confié sa réalisation à l'un de leurs officiers qui a employé la dynamite pour réaliser les escaliers et les terrasses.

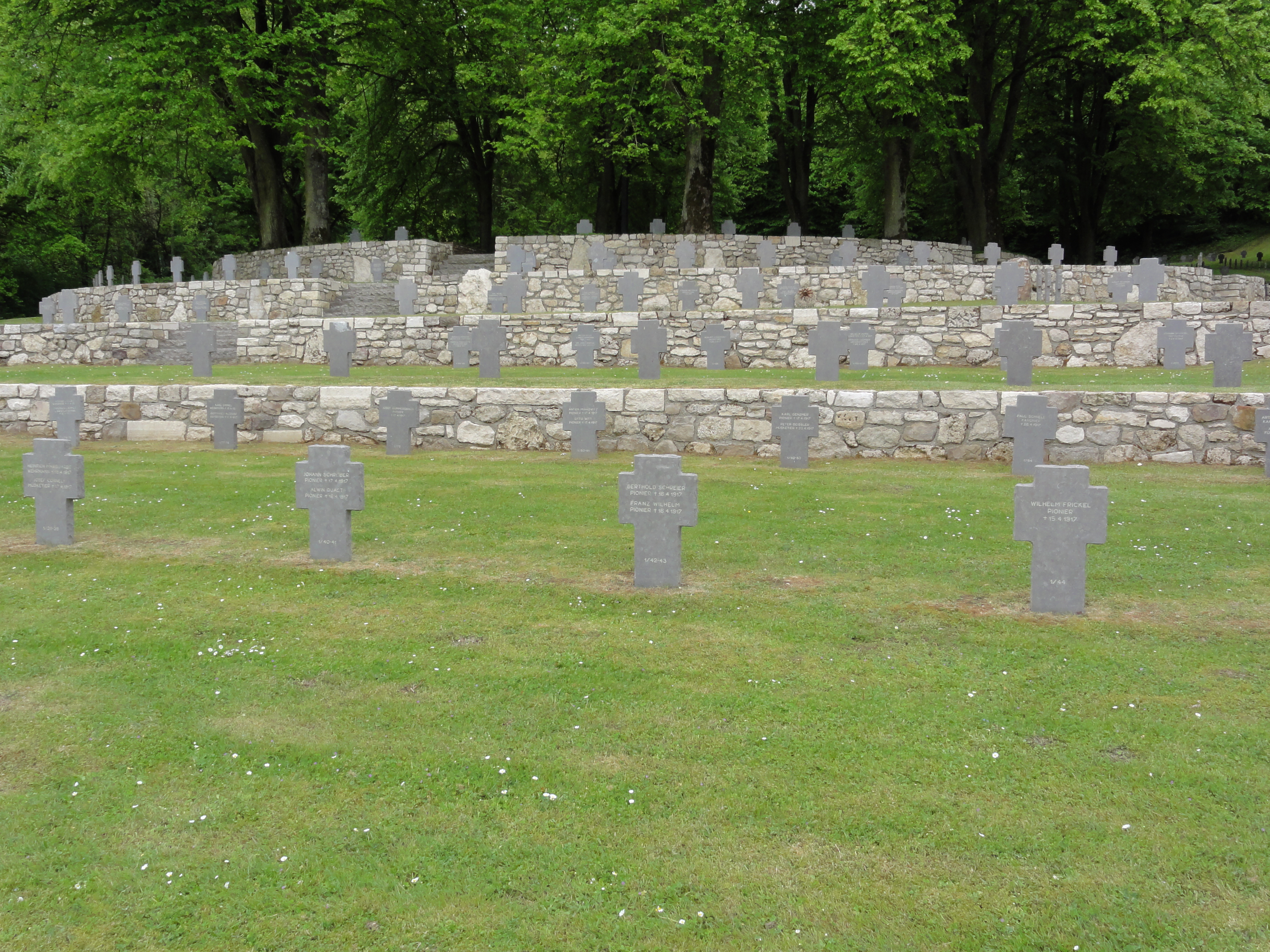
Les terrasses
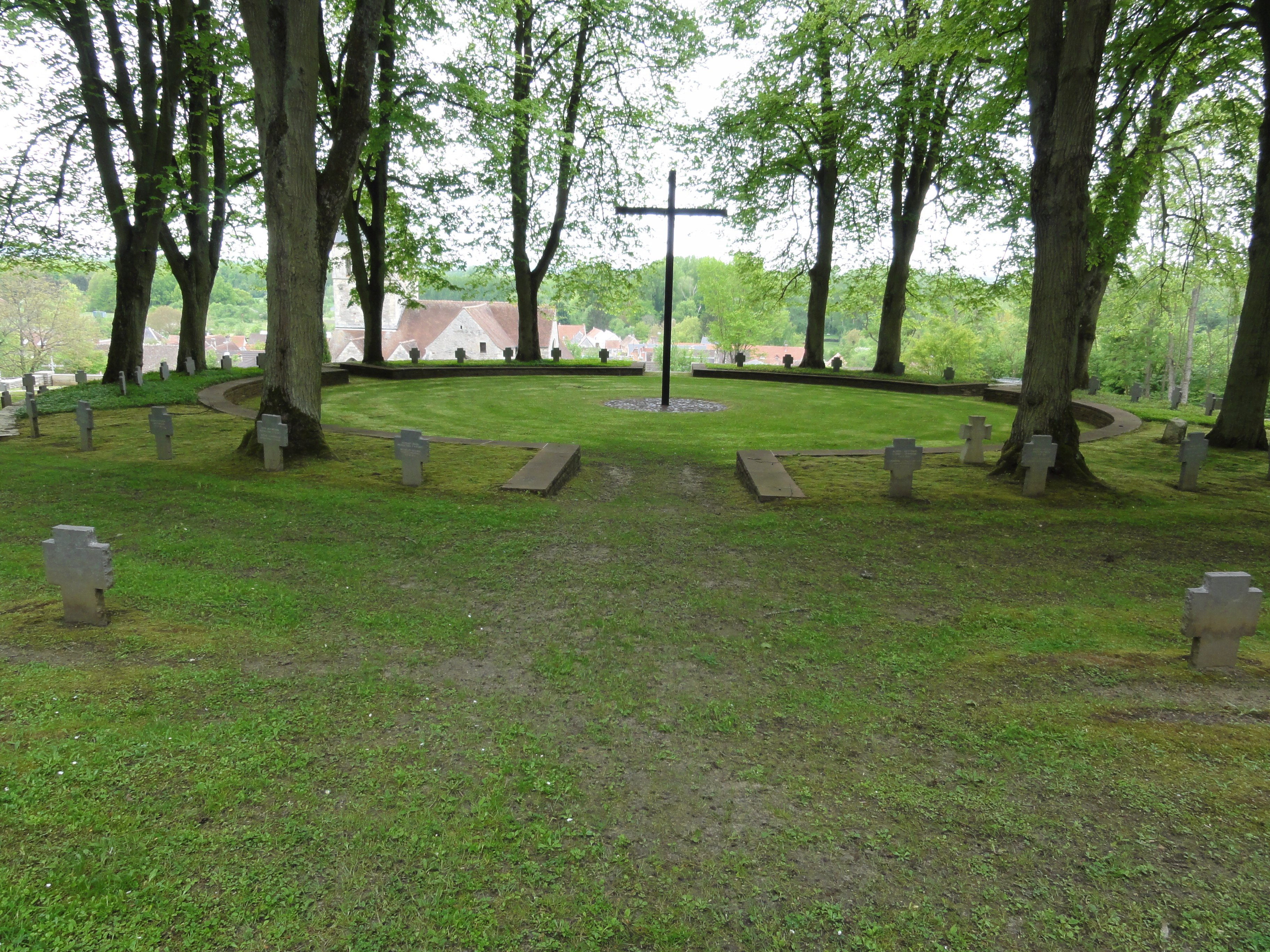
Le cercle avec la grande croix du cimetière
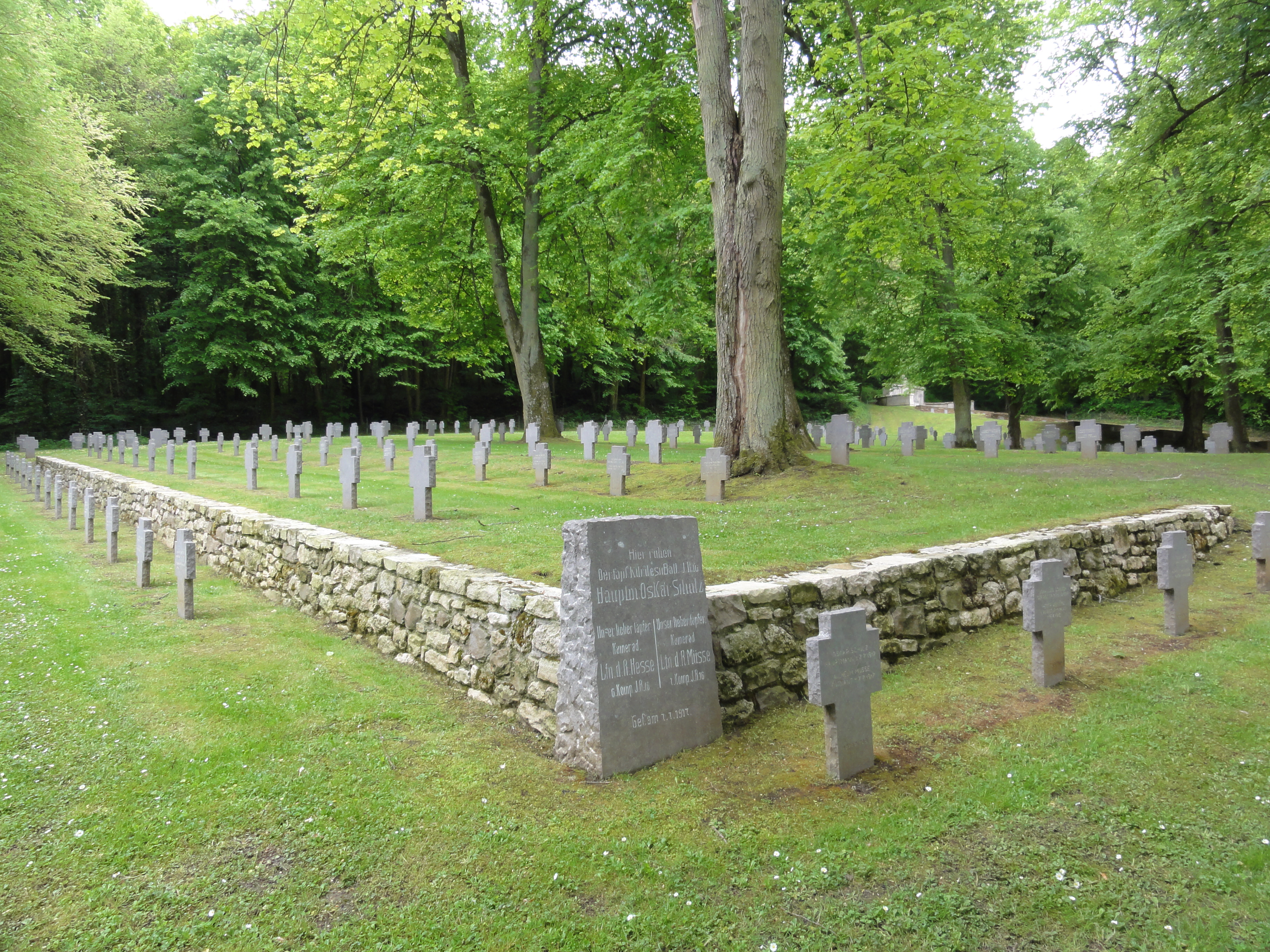
Le carré
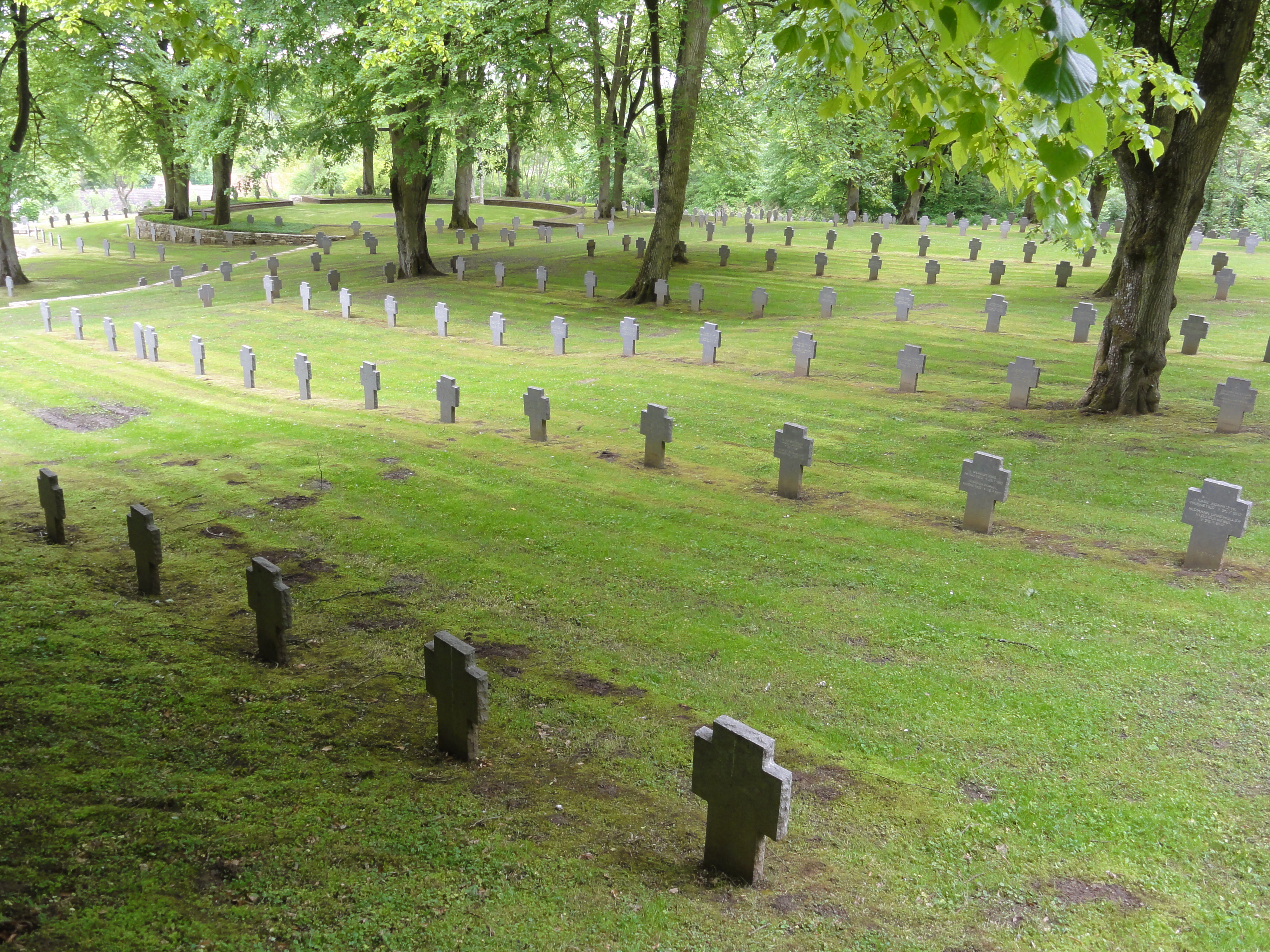
L'aménagement du cimetière vue du haut en bas

Le monument aux morts imposant dédié aux "braves héros" de la 50e division d'infanterie a été érigé d'après les plans de l'architecte Scholzen. 

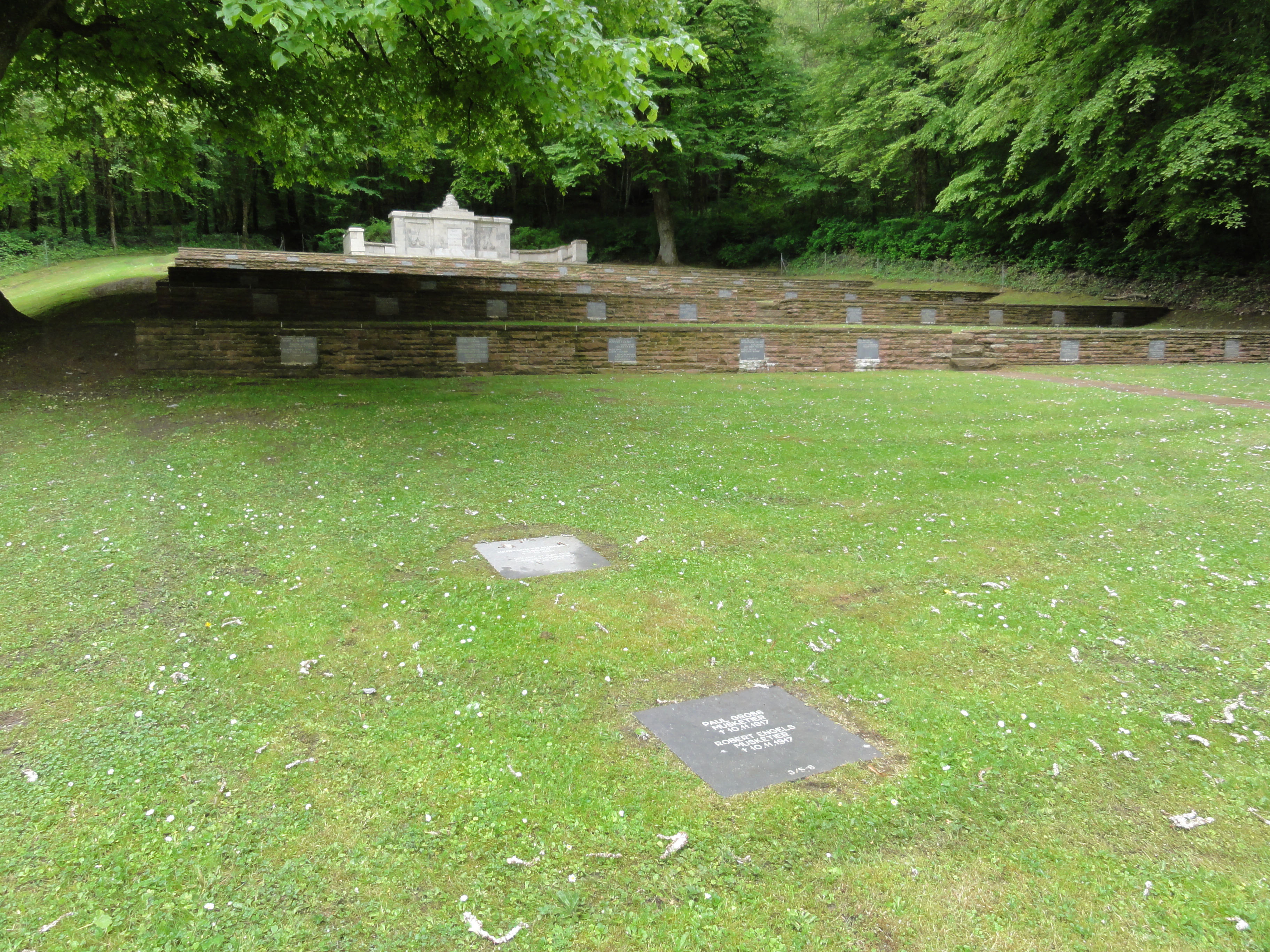
La partie haute du cimetière, avec au fond le monument de la 50e division d'infanterie
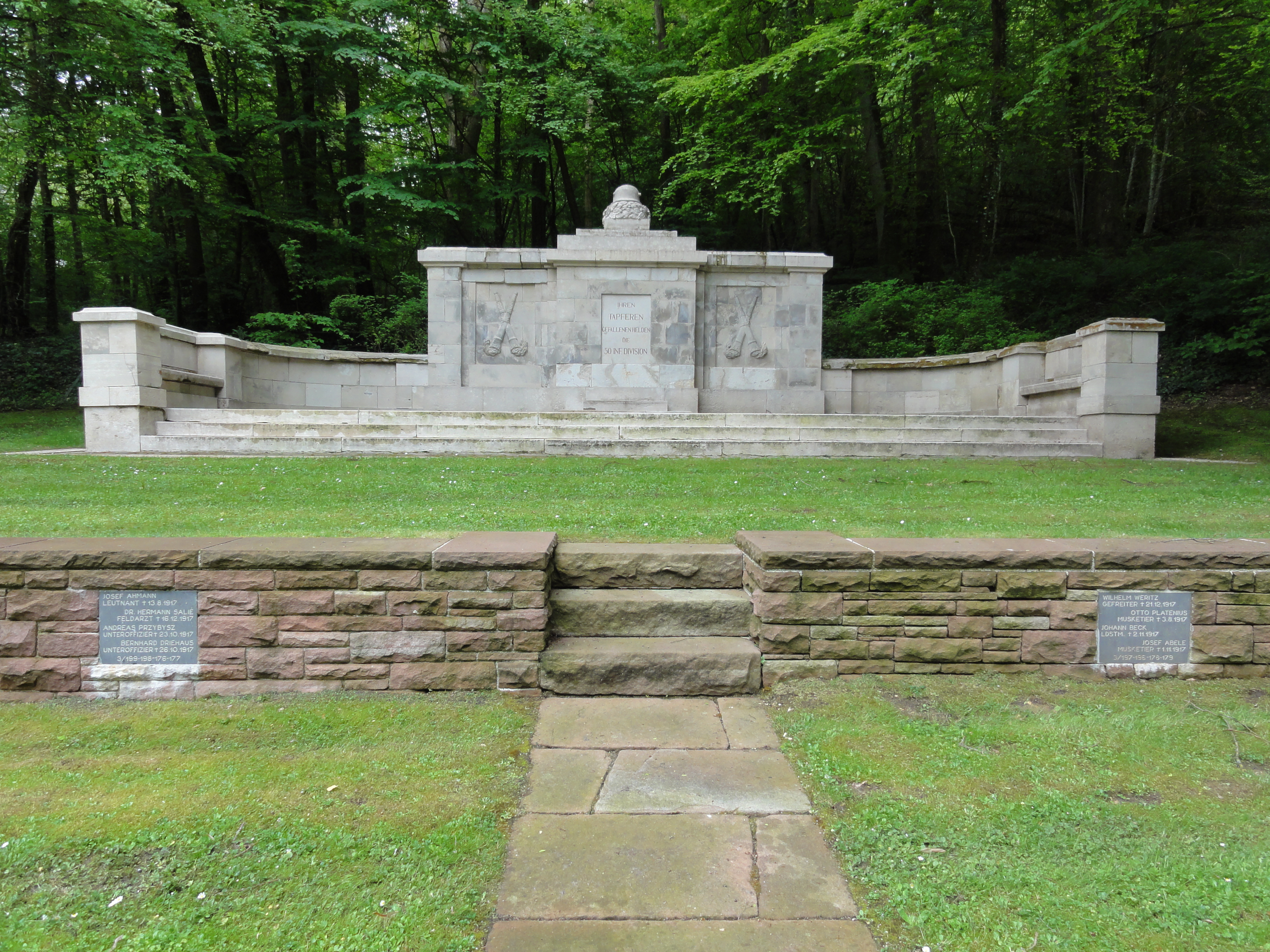
Le monument de la 50e division d'infanterie

Le cimetière est inscrit au titre des monuments historiques en 1999.